# Eois cassandra
Eois cassandra är en fjärilsart som beskrevs av Druce 1892. Eois cassandra ingår i släktet Eois och familjen mätare. Inga underarter finns listade i Catalogue of Life.